# 11027 Астаф'єв
11027 Астаф'єв (11027 Astafʹev) — астероїд головного поясу, відкритий 7 вересня 1986 року.
Тіссеранів параметр щодо Юпітера — 3,688.